# دهستان نظرکهریزی
دهستان نظرکهریزی یکی از دهستان‌های استان آذربایجان شرقی است که در بخش نظرکهریزی شهرستان هشترود واقع شده‌است.